# Marija Michailowna Manasseina

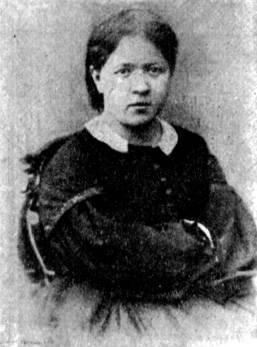
Marija Michailowna Manasseina (1860)

Marija Michailowna Manasseina, geboren Marija Michailowna Korkunowa, (russisch Мария Михайловна Манасеина, Geburtsname russisch Мария Михайловна Коркунова; * 1841; † 17. Märzjul. / 30. März 1903greg. in St. Petersburg) war eine russische Medizinerin.

## Leben
Marija Michailowna war die Tochter des Historikers Michail Andrejewitsch Korkunow und Schwester des Juristen Nikolai Michailowitsch Korkunow. Als die Universität St. Petersburg 1860 beschloss, Frauen als Gasthörerinnen in Vorlesungen zuzulassen, gehörte Marija Michailowna zu den ersten Frauen in den Hörsälen der Universität St. Petersburg neben Nadeschda und Apollinaria Prokofjewna Suslowa, Natalja  und Jekaterina Corsini und anderen. In den frühen 1860er Jahren verkehrte Marija Michailowna in St. Petersburger revolutionären Gruppen.
Nach ihrer ersten Ehe mit Ponjatowski heiratete Marija Michailowna in zweiter Ehe den Mediziner Wjatscheslaw Awksentjewitsch Manassein. Nach ihrer Trennung heiratete Manassein Fjodor Michailowitsch Dostojewskis Nichte.
Nach einem Praktikum im Polytechnischen Institut in Wien bei dem Botaniker Julius Wiesner studierte Manasseina an der Militärmedizinischen Akademie in St. Petersburg. Im Laboratorium Iwan Romanowitsch Tarchanows führte sie neuartige Experimente zum Schlaf und zur Alkoholischen Gärung durch. Als  Erste stellte sie fest, dass Hefezellen keine Voraussetzung für die Alkoholische Gärung sind. Später erhielt Eduard Buchner für diese Entdeckung den Nobelpreis für Chemie. Manasseina verfasste die weltweit ersten Bücher über die medizinischen Probleme des Schlafs, die in verschiedene europäische Sprachen übersetzt wurden.
Im St. Petersburger Soljanoi Gorodok, in dem 1870 die Allrussische Industrieausstellung stattfand und dann diverse Museen eingerichtet wurden, hielt Manasseina öffentliche Vorträge, die veröffentlicht wurden.